# Liste der Monuments historiques in Saint-Denoual
Die Liste der Monuments historiques in Saint-Denoual führt die Monuments historiques in der französischen Gemeinde Saint-Denoual auf.

## Liste der Bauwerke
| Bezeichnung | Beschreibung    | Standort             | Kennzeichnung | Schutzstatus | Datum | Bild |
| ----------- | --------------- | -------------------- | ------------- | ------------ | ----- | ---- |
| Kreuz       | 16. Jahrhundert | La Guyomarais (Lage) | PA00089611    | Inscrit      | 1926  |      |

## Liste der Objekte
- Monuments historiques (Objekte) in Saint-Denoual in der Base Palissy des französischen Kultusministeriums